# 烏克蘭國
烏克蘭國（羅馬化：Ukrainska Derzhava）是自1918年4月29日至同年12月14日以烏克蘭中部為中心短暫存在的半君主立宪制國家。

## 歷史
俄羅斯在1917年二月革命後，舊俄羅斯帝國領土內出現過多個「獨立國家」，在烏克蘭就有烏克蘭人民共和國。其最高權力機構是烏克蘭中央拉達，然而中央拉達的統治者大多缺乏經驗和政治能力。1918年2月，德意志帝國發動一戰東線最後攻勢拳擊行動進攻蘇維埃俄國，德軍迅速佔領了白俄、拉脱維亞、愛沙尼亞、烏克蘭，3月德國和蘇俄和約，割让德國拳擊行動所佔的國家。1918年4月，烏克蘭人民共和國被德國軍隊下令解散。烏克蘭國取而代之。德國人扶持烏克蘭國的主要目的是提供德軍食糧。烏克蘭國還參加了對布爾什維克的戰爭。和烏克蘭人民共和國不同的是，烏克蘭國的主要支持者是地主階級，採取的是極其保守的政策。在德意志帝國戰敗之後，德國軍隊撤出烏克蘭。在這年年底，烏克蘭軍隊發起叛亂，烏克蘭國又被死灰復燃的烏克蘭人民共和國所取代。烏克蘭國的軍隊在戰後被英法接收。一般將其視為烏克蘭人民共和國的一段時期。